# 新すばらしきこのせかい
『新すばらしきこのせかい』（英語: NEO:The World Ends with You）は、スクウェア・エニックスより発売されたアクションロールプレイングゲーム。Nintendo Switch/PlayStation 4版は2021年7月27日に発売。PC（Epic Games Store）版は2021年9月29日発売。Steam版は2022年10月20日発売。
2007年に発売されたニンテンドーDS用ソフト『すばらしきこのせかい』の14年ぶりの続編。

## 概要
今作は、画面タッチを用いない操作形態、2人でタッグを組むのではなく3人以上でチームを組むなど、システムを前作から一新している。
今作でも渋谷を舞台としている。前作同様、名称を変えている建物やエリアなどが残る一方、タワーレコードや東急ハンズなど実在の名称で登場している建物やエリアが存在している。また前作では登場しなかった竹下通りなどの原宿エリアが新たに追加された。
物語の時系列は2007年に発売された前作『すばらしきこのせかい』より3年後の設定であるが、建物の外観やエリアの風景は2021年現在のものを反映しており、身の回りの道具については、前作では携帯電話（ガラケー）だったものが今作ではスマートフォンに変更されているなど、2020年代を思わせる物となっている。これらの変更は、2021年4月 - 6月まで放送されたテレビアニメ『すばらしきこのせかい The Animation』でも行われた。

## ストーリー
普通の高校生リンドウとその友人フレットは、いつものように渋谷で遊んでいる最中、現実離れした戦闘に巻き込まれる。
スクランブル交差点で突如始まったそのサイキックバトルから慌てて逃れた二人の前に現れたのは、「死神」を名乗る謎の少女ショウカ。彼女は二人を「死神のゲーム」に登録したことを告げると早々に立ち去ってしまう。
突如置かれた状況に違和感を感じ困惑しつつも、まさかゲームでそこまで酷い目に遭わされることはないだろうと遊び半分でゲームを進め始める二人。だが、違和感は徐々に強まっていく。
そんな彼らに突き付けられたのは、「勝てなければ自分の存在が消滅する」という死神ゲームのルールだった。

## システム

### バトルシステム

#### バッジ
バッジは店で購入する、ストーリーを進行させる、エネミーからドロップするといった手段で入手できる。
バッジを装備することでサイキックと呼ばれる攻撃（あるいは回復）を発動する。前作ではネク（主人公）がひとりで最大6枚のバッジを装備したが、今作ではキャラクターひとりにつきひとつのバッジを装備する。
バッジには対応するボタンが割り当てられている（Switch版であればX、Y、R、ZR、L、ZL。PS4版であれば△、□、R1、R2、L1、L2）。サイキックによって連打で発動するもの、長押しで発動するものがある。
規定回数（規定時間）発動するとサイキックが発動できないクールタイムが発生し、「リロード」に時間を要する。HPを瞬時に回復するサイキックは一回のバトルにつき発動は一回までの使い切りタイプ。
「神クラス」という分類のバッジは効果が強力であるため、最初は装備可能数に制限がある。

##### 属性
バッジは無、発火、氷結、電気、風力、液化、石化、毒素、爆破、音波、閃光、暗黒、引力、転移、時空のいずれかの属性を持つ。
ほとんどのエネミーはなんらかの属性が弱点となっている。

##### レベル
バッジはバトルで使用することにより経験値（BP）が貯まりレベルが上がる。レベルが上がることで性能（攻撃力や回復量）や売却額がアップする。
レベルを上限まで満たす（MASTER状態にする）ことでまったく別の姿に進化するバッジがある（特定のキャラクターに装備させてMASTER状態にすることが進化の条件になっているものも存在する）。

##### アンサンブル
特定のバッジを同時に装備することで特殊な効果を発揮することができる。

#### シンクロ
サイキックを発動させた際、特定の条件を満たすと「シンクロゲージ」が出現する。シンクロゲージの出現中にタイミングよく別のサイキックを発動させることで「シンクロコンボ」が成立し「シンクロ率」がアップする。
シンクロ率が100％を超えると「マッシュアップ」という強力な全体攻撃技を発動することができる（Switch版ではAボタン。PS4版では○ボタン）。200％、300％まで溜めることで技はさらに強力になる。

#### エンカウント
通常移動ではバトルエンカウントが発生しない。「スキャン」を行うことでノイズ（エネミー）のシンボルが可視化され、それに接触することでバトルが発生する。
複数のシンボルに接触することで「チェイン」が発生し連続バトルとなる。チェイン数が多ければ多いほどバッジのドロップレートが上昇する。

#### 難易度
EASY、NORMAL、HARD、ULTIMATEの4段階から難易度を選択する。メニューから任意のタイミングで変更することができる。
難易度が高くなるほど被ダメージが上昇し与ダメージが低下するが、取得経験値が上昇し、ドロップできるバッジがより強力になる。

#### レベル
レベルは1～現状の最大値まで自由に設定が可能。メニューから任意のタイミングで変更することができる。
レベルを低く設定するほど最大HPが低下するがドロップレートが上昇する。

### フード
本作はレベルアップでは最大HP（体力）の値しか上がらず、ATK（攻撃力）、DEF（防御力）、SENSE（装備品のアビリティを有効化できる値）を上げるためには渋谷の街にある飲食店で食事をする必要がある。
前作ではバトルで「消化」しなければステータスが上昇しなかったが、今作では食べた瞬間に上昇する。食べられる量には「満腹度」という制限があり、バトルで消化しなければならない。
キャラクターによって食べ物の好き嫌いがあり、メニューを選択した際の表情で判断ができる。好物を食べるとステータスアップにボーナスが発生することがある。

### ファッション
ショップで購入した服を装備することでステータスのパラメータが上昇する。装備できるのはハット、トップス、ボトムス、シューズ、アクセサリーの5か所。
アイテムについている「アビリティ」を有効にするためには要求されるSENSEを満たしていなければならない。
前作ではアイテムを装備するためにBRAVEを必要としたが、今作では撤廃されている。
ショップで買い物を重ねることで店員との親密度（VIP RANK）が上昇していき、購入できるアイテムが増加するほか、店員が親しみのある態度をとるようになる。

### キャラクターボード
リンドウが出会った人物たちの繋がりを記録した表。メインキャラクターだけではなく、ショップ店員、サブイベントで出会うRGの住人など、ほぼすべてのキャラクターが網羅されている。
ストーリーを進行させる、キャラクターの悩みを解消させる、店員と親密になるといった条件をクリアすると、そのキャラクターに対応する「リワード」が解放できるようになる。リワードは「CP」を消費することで獲得できる。
リワードには「神クラスバッジの装備可能数が増える」「アイテムが獲得できる」「ショップに新しいメニューが追加される」といったものから「新たな難易度が選択できるようになる」「マップの障害物を超えられるようになる」「バッジの一括売却が可能になる」といったゲームの機能を拡張するものすら存在する。

### サイキック
ここではバトルではなくイベント進行などで使用するサイキックを説明する。

#### スキャン
前作にもあったシステム。死神のゲーム参加者全員が行うことができる。
参加者バッジに念をこめる（フィールド上でRボタンを押す）ことでRGの人の思考を読み取ることができる。ノイズ（エネミー）とのバトルエンカウントもスキャンを行うことで可能となる。

#### インプリント
前作にもあったシステム。死神のゲーム参加者全員が行うことができる。
RGの人の脳裏に短い言葉を送りこみ、意識に影響を与えることができる。

#### リスタート
リンドウの固有サイキック。
時間を巻き戻し運命を変えることができる。危機的状況で自動的に発動する。

#### リマインド
フレットの固有サイキック。イメージを送り、他者が忘れている記憶を思い出させる能力。
能力を使う対象は特定の個人を指定することも、広いエリアに行き届かせることも可能。使用可能な対象はRGの人間、UGの人間を問わない。

#### ダイブ
ナギの固有サイキック。他者の心の中に侵入できる能力。
この能力を応用して人に憑いているノイズを祓い、正気に戻すことができる。
ノイズは対象の精神状態によって、巨大化、攻撃力アップといった特殊な能力が付加されている。バトルは基本的に連戦となり、クリア時間によって獲得できるCP数が変化する。使用可能な対象はRGの人間、UGの人間を問わない。

#### サウンドサーフ
移動中、BGMに合わせてボタン（Switch版ではB。PS4版では×）を押すことで速く移動することができ、シンクロ率も上昇する。

#### ジャンプ
通常では立ち入れないエリアへの侵入が可能となる。

## 登場人物

### ツイスターズ
リンドウ / 奏 竜胆（かなで りんどう）
声 - 内田雄馬
本作品の主人公。黒いマスクが特徴的な男子高校生。
参加者バッジを手に入れたことで死神のゲームに巻き込まれ、参加することになる。成り行きでフレットに指名され、チーム『ツイスターズ』のリーダーとなる。
物事にやや懐疑的、周囲の空気を読んで行動する性格で、積極的に人と関わろうとはしないが極端に拒絶することもない。自分が行動の責任を負うことに躊躇する。
分からない言葉や事柄が出てくるとすぐにスマホで検索する癖がある。
SNSゲーム『ポケコヨ』にハマっており、ゲームのフレンド「スワロウ」には全幅の信頼をよせている。
固有サイキックは時間を巻き戻し運命を変える「リスタート」。
フレット / 觸澤 桃斎（ふれさわ とうさい）
声 - 沢城千春
リンドウの友人の男子高校生。ともに死神のゲームに参加することになる。チーム『ツイスターズ』のメンバー。
オシャレが大好きなお調子者で、ノリと勢いで行動することが多い。
コミュニケーション能力が高く、人と楽しく会話することが好きで、誰とでも打ち解けられる特技を持つ。一方で重苦しい空気を嫌い、真面目な空気や話し合いは無意識のうちに避けている。
固有サイキックは人が忘れていることを思い出させる「リマインド」。
ナギ / 笛吹 梛（うすい なぎ）
声 - 片平美那
リンドウが死神のゲームの途中で出会う、趣味への情熱に溢れた女子大生。チーム『ツイスターズ』のメンバー。
ツーサイドアップが特徴的で、「推しが尊い」と書かれた白いTシャツを着ている 。口調がやや古めかしい。
乙女ゲーム『エレガント・ストラテジー』(通称レガスト)にハマっており、推しキャラそっくりのミナミモトを「リアルトモナミ様」と呼び尊んでいる。
洞察力に優れ、他人の心の動きを見極めるのが得意で、素の自分を出さない上辺だけの対応をする人間に対しては冷たい。
固有サイキックは人の心の中に入る「ダイブ」。
ミナミモト / 南師 猩（みなみもと しょう）
声 - 藤本隆行
黒ずくめの服装が特徴的な褐色の青年。死神のゲーム初日でピンチに陥ったリンドウとフレットの前に突如現れ、半ば強引に仲間となる。
「ゼタ遅ぇ」「ゼプトグラム共」「虚数にしてやる」といった数学用語を多用した話し方をし、コミュニケーションが成り立たないことがしばしばある。
死神のゲームに詳しく、バトル能力も高い。緻密な計算力と豪快な決断力で『ツイスターズ』をサポートする。
元死神であり、前作『すばらしきこのせかい』ではゲームマスターとしてネク（主人公）の前に立ちはだかった。今作でプレイアブルキャラクターとなる。

### ルーイン
ススキチ / 周々木 鹿一（すすき かいち）
声 - 花江夏樹
死神のゲームの参加者。チーム『ルーイン』のメンバー。
巨大な身体と鋭い眼光が特徴的で、声が高く、まくし立てるように喋る男性。スマホで文字を打つのが苦手。
ゲーム、特にリバーシが大好きで、常にそれ用の石を持ち歩いている。白黒ハッキリした性格。
ツグミ / 松苗 亜未（まつなえ つぐみ）
声 - 尾崎由香
死神のゲームの参加者。チーム『ルーイン』のメンバー。
黄土色の長髪が特徴的な少女。表情が乏しく、機械的な喋り方をする。
サイキック能力は非常に高く、ミッションターゲットを一人で軽々と仕留める実力者。
常に持ち歩いているぬいぐるみは、現在渋谷で話題のブランド『ガット・ネーロ』の黒猫キャラクターに酷似している。

### 幽川舎
フウヤ / 河原 封也（かわはら ふうや）
声 - 中島ヨシキ
死神のゲームの参加者。チーム『幽川舎』のリーダー。暗渠と谷を愛する暗渠マニアで、誰よりも渋谷の地理に詳しい。
臆病で気の弱い性格。自分で暗渠を書き込んだ市販の地図を常に持っている。

### ヴァリー
カノン / 立花 果遠（たちばな かのん）
声 - 上坂すみれ
死神のゲームの参加者。チーム『ヴァリー』のリーダー。メイクと駆け引きが得意なスタイル抜群の美女。
年下で新人のリンドウ達に死神ゲームのルールを説いてくれるなど普段の言動は優しいが、戦況を見て立場を変える狡猾で強かな一面も持ち合わせている。

### ピュアハート
モトイ / 穴沢 基威（あなざわ もとい）
声 - 駒田航
死神のゲームの参加者。チーム『ピュアハート』のリーダー。チームをまとめる能力に長けた元インフルエンサー。
人をやる気にさせたり啓発するのが得意で、詩的で独特な言動が多い。ビジネス用語や英語を多用した話し方をする。

### 渋谷死神
カリヤ / 狩谷 拘輝（かりや こうき）
声 - 勝杏里
渋谷の男性死神。常に棒付きの飴玉を持ち歩いており、カタカナ混じりの独特な話し方をする。
昔から渋谷にいる古参の死神だが出世に興味がなく、下っ端の死神として仕事を続けている。
ヤシロの元相棒だが、今は別行動をしている。
ヤシロ / 八代 卯月（やしろ うづき）
声 - 新井里美
渋谷の女性死神。昔は上昇志向と出世欲が強かったが、今は落ち着いている。気の強さとキレやすさは健在。
ピンクのショートヘアとビジネススーツが特徴的。カリヤの上司で元相棒だったが、今は別行動をしている。
ココ / 新 子々（あたらし ここ）
声 - 高野麻里佳
渋谷の少女死神。死神の仕事にはほとんど興味がなく、原宿を中心に自由気ままに行動している。
ちゃっかり者でずる賢い性格だが、友達想いな一面もある。

### 新宿死神
シイバ / 三谷風 椎葉（みやかぜ しいば）
声 - 濱野大輝
新宿からやって来た男性死神。現在の渋谷UGで死神のトップに君臨している。
新宿死神たちのリーダーで、死神のゲームのゲームマスターも務める。
周りと比べて別格のサイキック能力を持ち、逆らう者はいない。
普段の言動は比較的穏やかだが、常に熱いゲーム展開を望んでおり、ゲームを盛り上げるためなら手段は選ばない冷酷さを持っている。
定期的に配信を行い参加者たちを煽っている。
ショウカ / 桜音 紫陽花（さくらね しょうか）
声 - 鬼頭明里
新宿からやって来た少女死神。いつも面倒くさそうに死神の仕事をしている。
気の強い性格で、皮肉っぽい言動が目立つ。
最近渋谷で話題のブランド『ガット・ネーロ』が好きで、パーカーを着ている。
マンネリ化したゲームに退屈しており、新入りの『ツイスターズ』の前に頻繁に現れリンドウ達を挑発し、ゲームを荒らそうと目論んでいる。
アヤノ / 蒲池 菖乃（かまち あやの）
声 - 佐倉綾音
新宿からやって来た女性死神。肩に水色のイグアナを乗せている。いわゆる死神の幹部にあたるポジションで、能力も高くリーダーのシイバからは信頼されている。
他人に対しては冷たく容赦のない対応をするが、ショウカにだけは非常に優しく、妹のように可愛がっている。
カイエ / 小野 解依（おの かいえ）
声 - 千葉翔也
新宿からやって来た男性死神。死神のゲームのシステムやデータ管理を担当する傍ら、スペイン坂に構えた店舗で占い師として活動している。
無表情でほぼ何も喋らないが、代わりにスマホのメッセージ機能で人との会話を行う。
メッセージ機能上では非常に気さくで明るく、面倒見もいい。
クボウ / 久網 旦蔵（くぼう たんぞう）
声 - 中野泰佑
新宿からやって来た男性死神。参加者の敗北認定など細かい処理を担当している。
他の死神や参加者を見下しているような嫌味っぽい言動が多く、周りからは嫌われがちだが、リーダーのシイバにだけは愛想良く接している。
「ンハッ」という独特な笑い方をする。
ヒシマ / 坂筑 菱真（さかずき ひしま）
声 - 武内駿輔
新宿からやって来た男性死神。眼鏡を掛け、理知的な雰囲気を漂わせているが、口を開くとかなりの毒舌で偏屈な性格。
本人いわく「不真面目」で、死神のゲームの運営にはほとんど関わっていない。

### RGの人々
王子 英二（おうじ えいじ）
前作から引き続き登場。
3年前と変わらずトップインフルエンサーとして若者から支持されている。
以前はなげやりでアンニュイなキャラだったが、現在はクール系へと変遷している。
えいる
人気動画配信者。
あるオーディションで王子英二に認められる。
高音ボイスで中性的な顔立ち・ファッションであることから女性に勘違いされることが多いが男性であり、それがコンプレックスとなっている。
土井 ケン
前作から引き続き登場。
道玄坂でラーメン屋「らぁめんどん」を経営していたが、紆余曲折ありカレー屋に転身した。
リョウジ
渋谷の便利屋。電球の付け替えから危険な仕事までなんでも請け負う。
首都高速道路下で露店を営業している。霊感があり、店に訪れるリンドウたちに違和感を覚えている。

## 用語
死神のゲーム
UGで行われる、人間の価値をジャッジするゲーム。
開催期間は前作で行われていたゲームと同様7日間。ゲームの終了時点で一番成績が優秀なチームはゲームの「解脱」か「継続」を選ぶことができる。最下位になったチームは存在が消滅する。
ゲームの参加者は基本的にみなRGで死亡した人間であるが、ツイスターズのメンバーは死亡した自覚がなく、いつの間にかUGに迷いこむ形でゲームに参加することになる。
今作では新宿死神がゲームの運営を掌握しているため、新宿ルールで行われている。前作のゲームではふたり一組のペアで行動し、参加者同士の衝突はなかったが、新宿ルールは複数人でチームを組み、そのチーム同士が（時には実際に交戦して）ポイントを競い合う「参加者対参加者」の構造である。死神は基本的にゲームには介入せず、役目は進行管理程度にとどまっている。また新宿ルールではエントリー料は徴収されない。
多くのチームがRGへの生き返りを願い戦う中、ルーインがトップを100週以上独走しており、毎週ゲームの継続を願い続けている。ヴァリー、ピュアハート、幽川舎は参加期間が物語開始時点で累計30週を超えている。
ゲームへの新規参加は「現在行われているゲーム参加者の平均値以上のイマジネーション力を持つ者」のみが許される。物語開始時点ではすでに幾度ものゲームを経てチームが淘汰されている状況である上、ツイスターズの面々が参加したことによって参加基準が非常に高くなった。これが作中でほとんど参加者が増えない理由である。
RNS（リーパーネットワークシステム）
カイエが開発に携った、参加者を管理するためのシステム。「死神SNS」とも呼ばれる。
ミッションはこのアプリを通じて送られてくる。ゲームの得点を常に記録しており、リアルタイムでの確認が可能。連絡アプリとしての側面も持ち、参加者はこれで自チームのメンバーのほか、他チームのメンバーや死神ともやりとりができる。
新宿
かつて渋谷に隣接して存在した街。物語のはじまる3年前に消滅した。
新宿の消滅にともない、RGの一般人は新宿という街の存在そのものを忘れ、元からなかったものとして認識が上書きされている。よってリンドウたちは新宿という街があったことを覚えていない。ただし死神や、新宿消滅以前に死神のゲームに参加した経験のある人間（一度UGと縁を持った者）などは新宿の存在を記憶しており、消滅したことも認識している。
RGでは物理的にも概念としても消失しているが、UGでは廃墟の街が残存しており、侵入することができる。
新宿の消滅により行き場を失った新宿死神は渋谷に流入した。
浄化
UGよりさらに上位次元の存在が、街を消滅・リセットさせること。前作で一度渋谷の浄化が行われかけた。
インバージョン
UGとRGの境界を破壊して強制的に行われる浄化のこと。3年前に新宿で実行された。
執行人
街を浄化する役割を持つ者。

## 楽曲
前作に引き続き石元丈晴が担当。
前作同様ボーカル入りの楽曲がほとんどを占め、曲調もハードロック、メタル、ヒップホップと多彩である。
新曲のほか『Twister』『オワリハハジマリ』『サムデイ』といった前作の曲もリミックスされ登場する。